# Felixlândia
Felixlândia is een gemeente in de Braziliaanse deelstaat Minas Gerais. De gemeente telt 14.287 inwoners (schatting 2009). De plaats ligt ten oosten van het stuwmeer met vele vertakkingen achter de Três Mariasdam.

## Aangrenzende gemeenten
De gemeente grenst aan Corinto, Curvelo, Morada Nova de Minas, Morro da Garça, Pompéu en Três Marias.

## Verkeer en vervoer
De plaats ligt aan de radiale snelweg BR-040 tussen Brasilia en Rio de Janeiro. Daarnaast ligt ze aan de wegen BR-259 en MG-164.

## Geboren
- Euller Elias de Carvalho, "Euller" (1971), voetballer